# Prodidomus simoni
Prodidomus simoni là một loài nhện trong họ Gnaphosidae.
Loài này thuộc chi Prodidomus. Prodidomus simoni được R. de Dalmas miêu tả năm 1919.